# Ataenius corrosus
Ataenius corrosus är en skalbaggsart som beskrevs av Chapin 1940. Ataenius corrosus ingår i släktet Ataenius och familjen Aphodiidae. Inga underarter finns listade.